# Theta Carinae
Theta Carinae (θ Car / HD 93030 / HR 4199) es una estrella en la constelación de Carina de magnitud aparente +2,74.
Se encuentra a 439 años luz del sistema solar.
Theta Carinae es una caliente estrella azul de la secuencia principal (tipo espectral B0Vp) cuya temperatura efectiva aproximada es de 27.900 K.
Su luminosidad equivale a 16.600 soles y su radio es 5,5 veces más grande que el del Sol.
Su velocidad de rotación proyectada, 177 km/s, da lugar a un breve período de rotación igual o inferior a 1,6 días.
Catalogada como estrella peculiar —nótese la p en su tipo espectral—, es una estrella rica en silicio.
Con una masa 15 veces mayor que la masa solar, finalizará su vida como una espectacular supernova.
Theta Carinae es miembro del cúmulo abierto IC 2602, su distancia respecto a nosotros y su movimiento a través del espacio así lo corroboran.
Sin embargo, la edad de Theta Carinae —estimada en unos pocos millones de años— es muy inferior a la edad del cúmulo —34 millones de años—, por lo que se la considera una «estrella rezagada azul».
Esta clase de estrellas —entre las que Theta Carinae es el ejemplo más brillante— deberían estar más avanzadas en su evolución dada su elevada masa; muchas de ellas son el resultado de la fusión de dos estrellas distintas.